# Morane-Saulnier Type N
 (avril 2025).
Le Morane-Saulnier Type N  était un avion de chasse monoplan français de la Première Guerre mondiale, développé et fabriqué par Morane-Saulnier. 

## Description
Malgré sa conception aérodynamique, le type N n'était pas facile à piloter. Le contrôle latéral s'effectuait par gauchissement différentiel de sa voilure et la vitesse à l'atterrissage était très élevée. Il était équipé d'une mitrailleuse fixe Vickers cal. 7,7 mm ou Hotchkiss cal. 7,9 mm qui tirait à travers la trajectoire de l'hélice. Celle-ci était équipée de déflecteurs en acier qui déviaient les balles qui auraient pu toucher les pales, une solution technique déjà employée sur les Morane-Saulnier Type L. 
Le type N fut équipé d'une hélice avec un large carénage "casserole" pour améliorer l'aérodynamique mais cela créa des problèmes de refroidissement. En 1915, ce carénage fut retiré ce qui fit disparaitre les problèmes de refroidissement mais qui réduisit aussi légèrement les performances.
Seuls 49 exemplaires du Morane-Saulnier Type N furent fabriqués car le type fut rapidement rendu obsolète par le progrès technique aéronautique. Ainsi, après une période d'utilisation relativement courte, il fut retiré du front.

## Variantes
Morane-Saulnier Type N
Avion monoplace monoplan d'observation et de chasse.
Morane-Saulnier Type Nm
Version à queue modifiée du Type N, produite à peu d'exemplaires.
Morane-Saulnier I
Version plus puissante avec un moteur Le Rhône 9J de 110 ch.
Morane-Saulnier V
Version à long rayon d'action du I.

## Histoire opérationnelle
Il entra en service à partir d'avril 1915 et sa désignation dans l'aéronautique militaire française était MS.5C.1. Il équipa dès octobre la première escadrille française de chasse, l'escadrille MS 12, créée le 1er mars 1915 à l'initiative du commandant Charles Tricornot de Rose, et commandée par le capitaine de Bernis.
Quatre escadrilles du Royal Flying Corps étaient également équipées avec cet appareil, surnommé Bullet par les Britanniques. Et quelques rares exemplaires volèrent au sein de la 19e escadrille de la Russie tsariste.

## Opérateurs
France
- Aéronautique Militaire

 Empire russe
- Armée de l'air impériale russe

 République populaire ukrainienne
- armée de l'air ukrainienne - Trois avions.

 Royaume-Uni de Grande-Bretagne et d'Irlande
- Royal Flying Corps
  - No. 4 Squadron RFC
  - No. 60 Squadron RFC